# Hildegardkirche (Rüngsdorf)

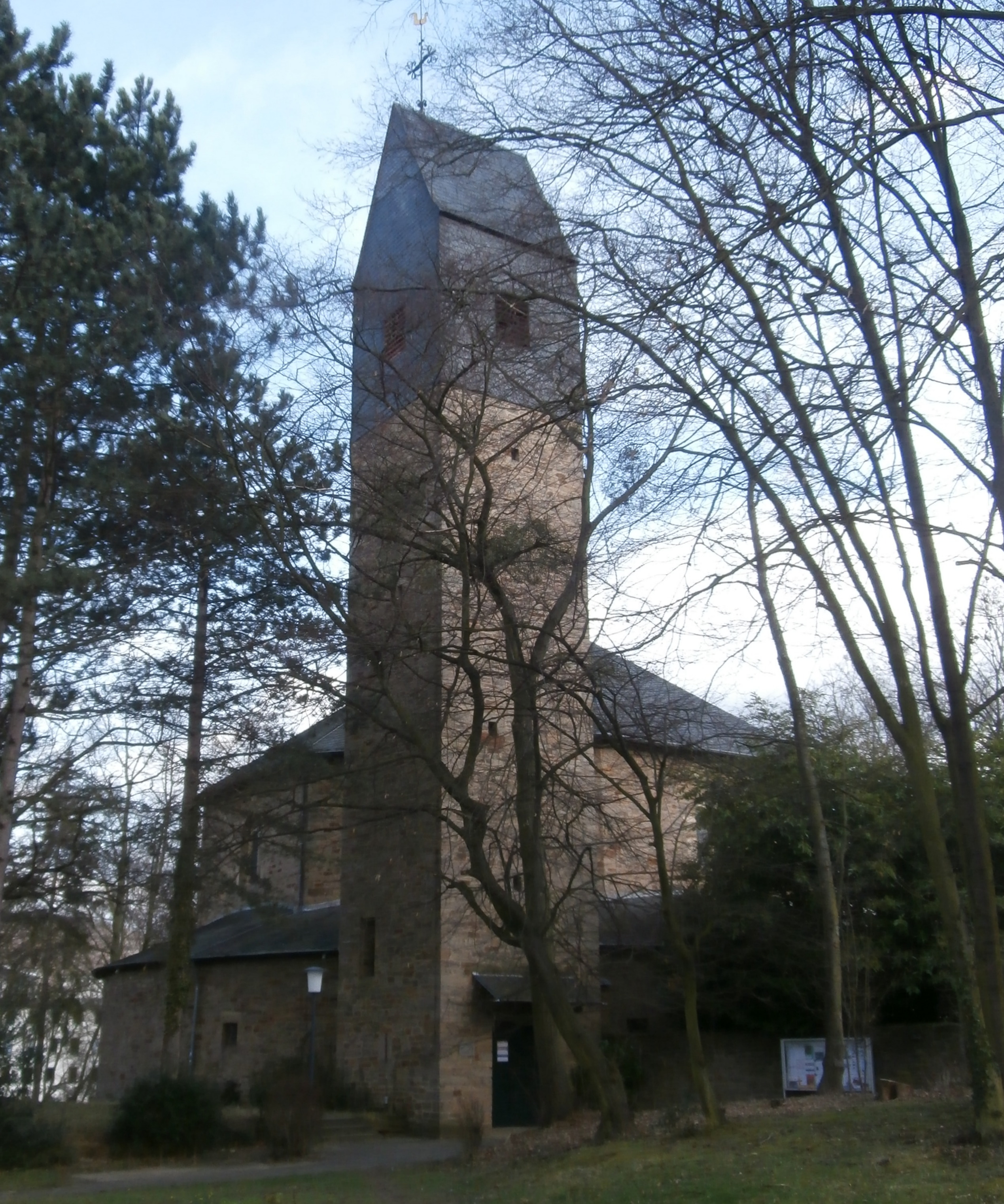
Blick aus westlicher Richtung im Frühjahr 2014

Die Kirche  St. Hildegard im Bonner Ortsteil Rüngsdorf in Bad Godesberg wurde in den 1960er Jahren errichtet und steht unter Denkmalschutz. Sie gehört zur Katholischen Kirchengemeinde St. Andreas und Evergislus im Kirchengemeindeverband Bad Godesberg und damit zum Erzbistum Köln (Pastoralbezirk Süd). Die Rundkirche ist der heiligen Hildegard von Bingen geweiht.

## Lage
Die Anschrift der Kirche lautet Im Meisengarten 47; sie liegt an der Deichmanns Aue in einem Wohngebiet mit Baumbestand rund 100 Meter südwestlich der Bundesanstalt für Landwirtschaft und Ernährung und in einer Entfernung von 300 Metern zum Rhein. Da in der Nähe die Ortsteilgrenze zu Mehlem verläuft, wird die Kirche mitunter falscherweise als diesem Ortsteil zugehörig beschrieben.

## Geschichte
Die Kirche wurde ab 1961 nach Plänen des Kirchenbaumeisters und Architekten Emil Steffann errichtet. In weitergehende Planungen, auch für einen nicht realisierten Kindergarten, war der Architekt Heinz Bienefeld eingebunden. Die rheinische Industriellenfamilie Werhahn finanzierte den Bau der Kirche, da sie eine Pfarrei für ein Familienmitglied schaffen wollte. Der damalige Bundeskanzler und Werhahn-Verwandte, Konrad Adenauer, arrangierte mit Kölns Erzbischof Josef Frings nach Fertigstellung 1963 die Übernahme der Pfarrei durch den Werhahn-Nachkommen.
1964 wurde Steffann für den Kirchenbau mit dem Großen Kunstpreis des Landes Nordrhein-Westfalen ausgezeichnet.

### Sanierung und Umgestaltung
Mit dem Antritt von Wolfgang Picken als Pfarrer im Rheinviertel kam es ab dem Jahr 2004 zu Diskussionen über die Zukunft der kaum noch besuchten Kirche. Neben Überlegungen, das Gebäude zu verkaufen, wurde auch eine Neugestaltung des Innenraums besprochen, die dann nach der Unterdenkmalschutzstellung im Jahr 2006 zu Beginn des Jahres 2009 unter dem Architekten Robert Jansen umgesetzt wurde. Der Altar wurde eine Stufe tiefer gesetzt, die Wände neu geweisst, dabei die Übermalung der Sandsteinkapitelle rückgängig gemacht. Der Natursteinboden wurde von einer Imprägnierung befreit und die Kirchenbänke, der Gebäudeform entsprechend, in Hufeisenform um den Altar gestellt. Die Kirchenorgel wurde aus einer Nische herausgesetzt, und eine Induktionsanlage für Schwerhörige sowie eine neue Beleuchtung eingebaut. Am 28. März 2009 wurde die Kirche mit einer Faust-Lesung des Schauspielers Joachim Król wiedereröffnet.
Wie im Rahmen der Kirchensanierung festgestellt wurde, hatte es zur Eröffnung der Kirche keine Konsekration gegeben, da die auf die Zeit des Zweiten Vatikanischen Konzils fiel, zu dem die Kölner Bischöfe nach Rom gereist waren. Später war die Handlung vergessen worden, so dass diese erst im Jahre 2009 nach Abschluss der Erneuerungsarbeiten im Rahmen der Reliquienversenkung durchgeführt wurde.

### Klosterkirche
Seit dem Jahr 2006 dient St. Hildegard auch als Klosterkirche. In diesem Jahr wurde im baulich angepassten Pfarrhaus ein Kloster für zunächst fünf indische Franziskanerinnen eingerichtet. Das Kloster St. Hildegard ist eine Niederlassung des Provinzialats St. Paul Provincial House aus Palam bei New Delhi im Erzbistum Köln. Das St. Paul Provincial House gehört zur Franciscan Clarist Congregation, eine um 1888 in Indien entstandene Ordensgemeinschaft, die 1973 die päpstliche Anerkennung innerhalb der Syro-Malabarischen Kirche erhielt. In Indien ist die Gemeinschaft in 20 Provinzen und 3 Regionen tätig.
Außerdem wird die Kirche regelmäßig für die Benefizveranstaltungen der Bürgerstiftung Rheinviertel genutzt.

## Architektur
Die architektonische Form des Kirchengebäudes ist von der Basilica minor Santo Stefano Rotondo in Rom inspiriert. Der achteckige Kirchenraum mit einem kreisförmigen, niedrigeren Umgang steht auf einer Rundplatte mit einem Durchmesser von 32 Metern. Die gewählte Kirchenform sollte nach dem Willen des Architekten die Funktion als interkonfessionelle, sakrale Begegnungsstätte ausdrücken. Im Westen lehnt sich mit kleinem Abstand ein 16 Meter hoher Turm mit steiler Turmspitze und darauf stehendem Kreuz an. Das Mauerwerk des Kirchengebäudes besteht aus unverputzter Grauwacke. Die Satteldächer sind schiefergedeckt, die Dachträger wurden aus Fichtenholz gefertigt. Auf der Spitze des Daches befindet sich eine goldene Fruchtdarstellung, die Elemente des romanischen Pinienzapfens und einer Traubendolde enthält – die Verbindung von Fruchtbarkeit (Pinie) und Lebenskraft (Traube).
Zu dem in einem kleinen, baumbestandenen Park eingebundenen Gebäudeensemble gehören eine Sakristei, die Küsterwohnung und das ehemalige Pfarrhaus in Fachwerkbauweise, welches heute als Klostergebäude genutzt wird.

## Ausstattung
Der Innenraum wirkt wie eine zweigeschossige Rundhalle. Er verfügt über acht Arkadengewölbe und acht je darüberliegende Rundbogenfenster im Obergaden. Der schlichte Altar auf einem ursprünglich dreistufigen (heute: zweistufigen) Podest ist in Grauwacke ausgeführt. Der Taufstein stammt ebenfalls aus der Bauzeit der Kirche. Ein Tabernakel dient als Seitenaltar, er ist in einer Mischung aus Jugendstilornamentik und byzantinischer Mosaikkunst gestaltet. Über dem Altar schwebt ein modern gestaltetes Kruzifix.
Am Kircheneingang befand sich eine Ikone aus der ersten Hälfte des 17. Jahrhunderts, die Mitte des 18. Jahrhunderts übermalt wurde; Material: Tempera auf Weichholz. Sie soll die stillende Gottesmutter (Maria lactans) dargestellt haben und von griechischen Ikonen vom Typus der Passionsmadonna inspiriert worden sein. Selten ist die dortige Darstellung des mit den traditionellen Passionsattributen (Kreuz, Lanze und Schwamm) ausgestatteten Erzengels Michael in der rechten Oberecke des Bildnisses. So soll in der Darstellung die Kindheit des Gottessohnes mit dem Tod des Erlösers verbunden werden.

### Fehlende Reliquie
Anlässlich der Renovierung im Jahr 2009 wurde das Grab im Altar geöffnet. Dort sollte sich eine Reliquie der Namenspatronin befinden; das Grab war jedoch leer. Zunächst lehnten die daraufhin angesprochenen Benediktinerinnen des Klosters Eibingen die Bitte der Kirchengemeinde nach Abgabe einer Reliquie aufgrund vieler weiterer Anfragen ab, entschieden sich dann aber doch zur Überstellung einer Körperreliquie. Der Kölner Weihbischof Heiner Koch konnte so am 31. Oktober 2009 bei der Konsekration die Reliquie der Heiligen Hildegard in den Altar hinablassen.

### Diebstahl der Ikone
Am 6. August 2014 wurde die Ikone aus dem 17. Jahrhundert gestohlen. Die mit einem Schutzgitter gesicherte Marienikone wurde unter der Woche tagsüber nach Aufbrechen des Schlosses entwendet. Der zuständige Pfarrer, Wolfgang Picken, wandte sich daraufhin an die Presse und drohte dem Dieb mit einem Fluchspruch, der in Verbindung mit der Ikone stehe. Regionale Abonnement- und Boulevardzeitungen (darunter die Bild-Zeitung) berichteten entsprechend. Nach Aussage Pickens existierten historische Aufzeichnungen, nach denen der Maler der Ikone (ein Mönch) das Kunstwerk mit einem Fluch gegen alle belegt habe, die es verspotten oder sich ihrer bemächtigen würden. Im 19. Jahrhundert soll die Ikone bereits einmal aus einem Kloster gestohlen worden und vom Täter wieder zurückgegeben worden sein, weil ihn Krankheit und Elend getroffen hätten.

## Konzerte
St. Hildegard wird wegen der besonderen Akustik des Rundgebäudes regelmäßig für musikalische Veranstaltungen der Bürgerstiftung Rheinviertel und des Bonner Beethovenfestes genutzt. Unter anderem gaben hier seit dem Jahr 2009 Přemysl Vojta, Tobias Koch, Peter Materna, Florian Weber, Patricia Kopatchinskaja, Mari Kodama, Julian Steckel, Éric Le Sage und Paul Meyer Konzerte.